# Почесний знак «За заслуги перед Австрійською Республікою»
Почесний знак «За заслуги перед Австрійською Республікою» (нім. Ehrenzeichen für Verdienste um die Republik Österreich) — австрійська державна нагорода, започаткована 2 квітня 1952 року для заохочення громадян Австрії та іноземців. Нагородження здійснює Федеральний Президент Австрії.

## Історія
Після проголошення 1918 року Австрійської Республіки 4 листопада 1922 року для нагородження громадян за заслуги перед державою було започатковано почесний знак «За заслуги перед Австрійською Республікою». Однак після анексії Австрії Німеччиною 1938 року, почесний знак вручати припинили.
Закон, що повторно започатковував почесний знак «За заслуги перед Австрійською Республікою», було ухвалено Національними зборами 1952 року.

## Ступені
- Особливий ступінь — Велика почесна зірка «За заслуги перед Австрійською Республікою»
- Великий хрест I ступеня — з золотою зіркою
- Великий хрест II ступеня — зі срібною зіркою
- Великий офіцерський хрест I ступеня — з золотою зіркою
- Великий офіцерський хрест II ступеня — зі срібною зіркою
- Командорський хрест I ступеня — золотий знак
- Командорський хрест II ступеня — срібний знак
- Офіцерський хрест
- Лицарський хрест I ступеня — золотий хрест
- Лицарський хрест II ступеня — срібний хрест
- Знак I ступеня — золотий знак
- Знак II ступеня — срібний знак
- Золота медаль
- Срібна медаль
- Бронзова медаль

## Опис

### 1922—1938

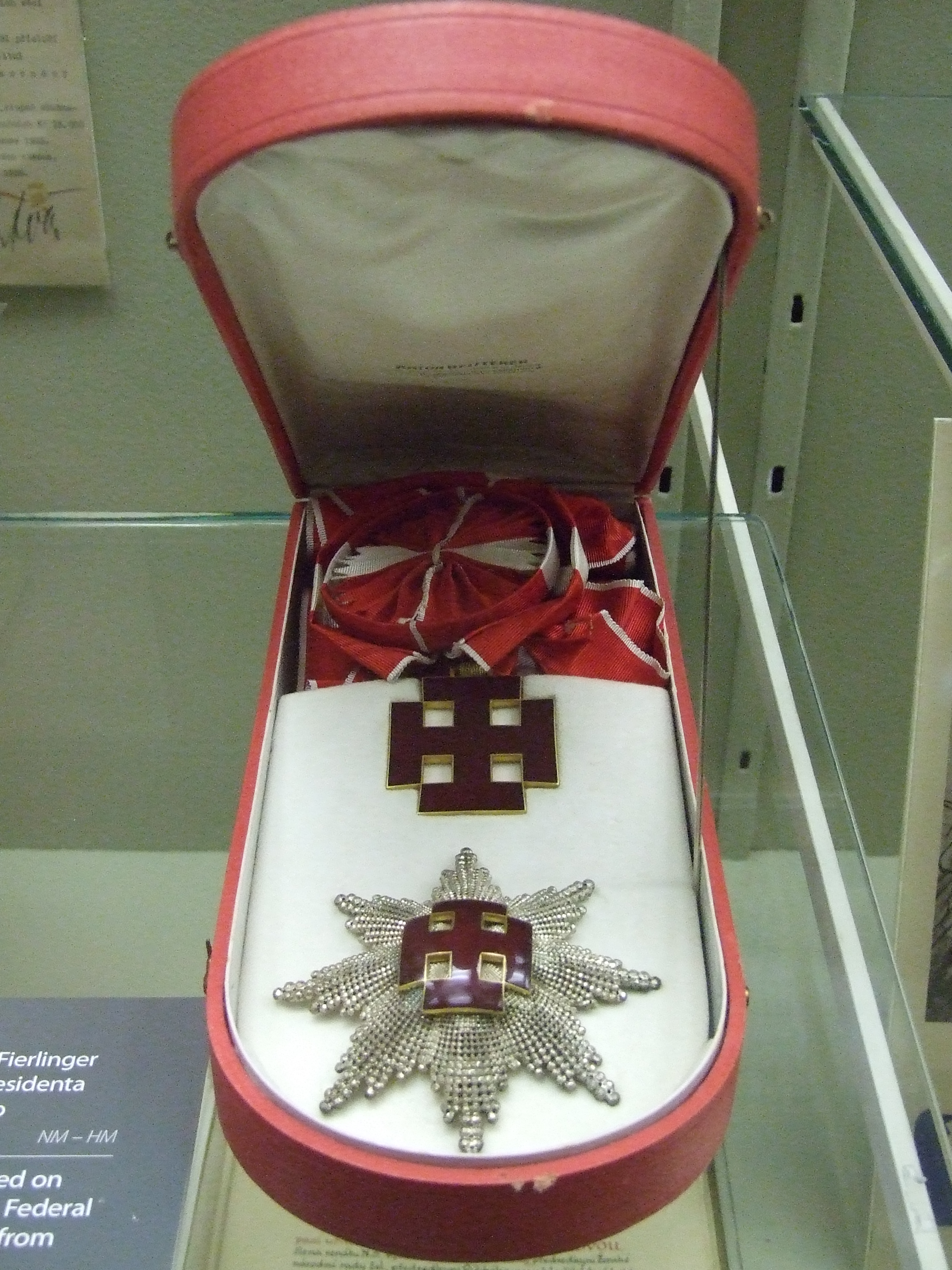
Велика почесна зірка

Знак був лапчастим хрестом червоної чи білої емалі (залежно від класу). Зірка восьмикутна, в центрі зображено хрест знаку.

### від 1952 року

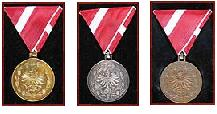
Медалі золота, срібна та бронзова

Знак ступенів «Великий хрест» є мальтійським хрестом червоної емалі, до якого вписано грецький прямий хрест білої емалі. Хрест підвішений до підвіски у вигляді різьбленого золотого державного герба в оточенні гербів федеральних земель Австрійської Республіки. Знак ордена носиться на великій атласній стрічці червоного кольору з білою смугою посередині та вузькими білими смугами по краях. До ступеня «Велика почесна зірка» додається золота восьмипроменева зірка, в центр якої поміщено державний герб в оточенні гербів федеральних земель Австрії. Зірка ступеня «Великий хрест 1 ступеня» — восьмипроменева срібна з золотим гербом Австрії в оточенні федеральних земельних гербів у центрі. Зірка ступеня «Великий хрест 2 ступеня» — восьмипроменева срібна зі срібним гербом Австрії в оточенні федеральних земельних гербів у центрі. Знак ступенів «Великий офіцерський хрест» носиться на шийній стрічці. До даного ступеня додається орденська зірка меншого розміру, ніж у ступені «Великий хрест», але з тим же поділом на зображення золотого та срібного гербів. Командорський ступінь повторює ступінь «Великого офіцерського хреста», але без орденської зірки. Знак Офіцерського хреста видозмінений: підвіска у вигляді державного герба переміщена в центр хреста. Лицарський хрест — знак на трикутній нагрудній колодці. Розрізняють золоту та срібну підвіски у вигляді державного герба Австрії, відповідно для 1 та 2 ступенів. Кавалерський хрест — знак без емалі, золотий і срібний, відповідно для 1 та 2 ступенів.
Медаль почесного знака є металевим кругом, на якому викарбувано державний герб Австрії в оточенні федеральних земельних гербів. Виготовляється з золота, срібла та бронзи залежно від ступеня.